# Otto Kittel
Otto Kittel (Kronsdorf, 21 de fevereiro de 1917 — Džūkste, 14 ou 16 de fevereiro de 1945) foi um aviador alemão que serviu na Luftwaffe durante a Segunda Guerra Mundial. Ele voou 583 missões de combate na Frente Oriental, obtendo 267 vitórias aéreas, fazendo dele o quarto maior ás na história da aviação. Kittel conseguiu todas as suas vitórias contra a Força Aérea Soviética voando com o Messerschmitt Bf 109 e o Focke-Wulf Fw 190

## Carreira
Kittel entrou na Luftwaffe em 1939, com 22 anos de idade e voou sua primeira missão de combate em 1941. Na primavera de 1941, juntou-se Jagdgeschwader 54 (JG 54) para apoiar o Grupo de Exércitos Norte na Frente Oriental. Kittel reivindicou sua primeira vitória em 22 de junho de 1941, dia de abertura da Operação Barbarossa. Kittel teve tempo para acumular seu registro pessoal de vitórias aéreas. Em fevereiro de 1943, ele chegou a 39 vitórias, relativamente insignificante quando comparado com alguns outros ases alemães. Em 1943, seu registro começou a aumentar quando a JG 54 começou a operar o Fw 190. Kittel ganhou a Cruz de Cavaleiro da Cruz de Ferro (Ritterkreuz des Eisernen Kreuzes) em 29 de outubro de 1943, por atingir os 120 vitórias aéreas. Quando recebeu oficialmente a decoração Kittel já tinha 123 vitórias. Um grande número de suas vítimas soviéticas foram as aeronaves Ilyushin Il-2, levando o exército alemão a chamá-lo de "Açogueiro Matador", um apelido que tinham dado ao Ilyushin Il-2.

## Condecorações
- Distintivo de Ferido em Preto[6]
- Troféu de Honra da Luftwaffe (21 de dezembro de 1942) como Feldwebel e piloto[7]
- Distintivo de Voo do Fronte da Luftwaffe em Ouro com Flâmula "500"[6]
- Distintivo de Piloto/Observador[6]
- Cruz Germânica em Ouro (18 de março de 1943) como Feldwebel no 2./JG 54[8][Nota 1]
- Cruz de Ferro (1939)
  - 2ª classe (30 de junho de 1941)[10]
  - 1ª classe (outubro de 1941)[10]
- Cruz de Cavaleiro da Cruz de Ferro (29 de outubro de 1943) como Oberfeldwebel e piloto no 2./JG 54[11][Nota 2]
  - 449ª Folhas de Carvalho (11 de abril de 1944) como Leutnant (oficial de guerra) e piloto no 1./JG 54[12][13]
  - 113ª Espadas (25 de novembro de 1944) como Oberleutnant (oficial de guerra) e Staffelkapitän do 2./JG 54[12][14]